# Saint-Nicolas-aux-Bois
 Saint-Nicolas-aux-Bois  es una población y comuna francesa, en la región de Picardía, departamento de Aisne, en el distrito de Laon y cantón de La Fère.

## Demografía
| 87 | 109 | 93 | 107 | 111 | 93 |
| Para los censos de 1962 a 1999 la población legal corresponde a la población sin duplicidades (Fuente: INSEE [Consultar]) |     |    |     |     |    |